# John Widegren
John Erik Tommy Widegren, född 4 februari 1980 i Röks församling, Östergötlands län, är en svensk politiker (moderat). Han är ordinarie riksdagsledamot sedan 2022 (dessförinnan tjänstgörande ersättare 2017 och talmansersättare 2018–2022), invald för Östergötlands läns valkrets.
Han är kusin till politikern Cecilia Widegren.